# Mesorregión del Oeste de Minas
La mesorregión del Oeste de Minas es una de las doce mesorregiones del estado brasileño de Minas Gerais. Es formada por la unión de 44 municipios agrupados en cinco microrregiones.
Es una región de IDH medio alto, con una economía diversificada, destacando los municipios de Itaúna, Formiga y Divinópolis, y otros de importancia regional como Arcos, Oliveira, Campo Belo, Nova Serrana y Piumhi.

## Microrregiones
- Campo Belo
- Divinópolis
- Formiga
- Oliveira
- Piumhi

- Datos: Q2214977